# Arkadi Panov
Arkadi Panov (en ruso: Аркадий Николаевич Панов; Chugúyev, 23 de septiembre de 1940 - 8 de septiembre de 2015) fue un futbolista ucraniano que jugaba en la demarcación de defensa.

## Biografía
Debutó como futbolista en 1960 con el Torpedo Járkov. Dos años después jugó para el FC Metalist Járkov en la Primera División de la Unión Soviética, donde jugó durante un año, ya que la temporada siguiente la disputó un nivel por debajo tras quedar en la posición 19 en liga. Posteriormente fichó por el SC Odesa por dos temporadas, jugando en el máximo nivel soviético y quedando en la posición 17 y 19 respectivamente. Tras un breve paso por el PFC CSKA Moscú, con el que quedó noveno, volvió al FC Metalist Járkov, equipo en el que se retiró como futbolista en 1970.
Falleció el 8 de septiembre de 2015 a los 74 años de edad.

## Clubes

### Como futbolista
| Club               | País    | Año         | Partidos | Goles |
| ------------------ | ------- | ----------- | -------- | ----- |
| Torpedo Járkov     | Ucrania | 1960 - 1962 | 70       | 2     |
| FC Metalist Járkov | Ucrania | 1962 - 1964 | 59       | 1     |
| SC Odesa           | Ucrania | 1964 - 1966 | 62       | 2     |
| PFC CSKA Moscú     | Rusia   | 1966 - 1967 | 36       | 2     |
| FC Metalist Járkov | Ucrania | 1967 - 1970 | 54       | 7     |